# トプリッツ湖
トプリッツ湖（トプリッツこ、ドイツ語: Toplitzsee）は、オーストリア・シュタイアーマルク州のアルプスの高地の深い山林の中に位置する湖である。西オーストリアにあって、ザルツブルク市からは98キロメートルである。絵のように美しいザルツカンマーグート湖水地方にあり、トーテス・ゲビルゲすなわち「死の山」の崖と森に囲まれている。およそ2キロメートル西には、グルントル湖がある。

## 近代史とのかかわり
この湖は一般に、ドイツが第二次世界大戦中に行った過去の非行を蔵していると信じられている。噂されるところでは、ナチスが、膨大な量の黄金と、ロシアのエカテリーナ宮殿「琥珀の間」から失われた羽目板を含む、その他の値段のつけられない略奪品、さらにはその他の第三帝国の隠匿物の所在を詳述した文書を隠したとされる。また、「ベルンハルト作戦」と呼ばれる計略の隠蔽工作として、莫大な偽造イギリス・ポンド紙幣が、この湖に投げ込まれた。これらの噂は、トレジャー・ハンターを湖の深淵へと誘い、幾人かを死へといざなった。
戦時中、1943年と1944年に、トプリッツ湖畔が、ナチス海軍の実験場およびその関連施設として利用された。そこは、危険な何キロメートルにもわたる小道を通って、徒歩でのみ到達できた。銅の振動板を使い、科学者たちは、最大4,000キログラムまで装薬して様々な深さで爆発させて、種類の異なる爆薬を試験した。彼らは、峡谷の壁に巨大な穴を生ぜしめつつ、湖の発射台からトーテス・ゲビルゲへの魚雷発射も行った。